# Acacia mirandae
Acacia mirandae é uma espécie de leguminosa do gênero Acacia, pertencente à família Fabaceae.